# Acceptröstning

Röstsedel för approval voting. Den röstande kan kryssa i så få eller många kandidater som han eller hon önskar.

Acceptröstning eller approval voting är ett system för att hålla omröstningar. Det finns ingen vedertagen term på svenska, men begreppet acceptröstning har föreslagits i tidskriften Forskning och framsteg. I ett val som hålls med acceptröstning kan varje röstande rösta på så många kandidater som man önskar. Systemet används främst vid val där man ska välja en enda vinnare, men kan användas även för att välja flera personer samtidigt. När acceptröstning används för att utse flera vinnare erhålls dock inte proportionell representation, varför metoden är mindre lämplig för exempelvis val till riksdag. 
De flesta röstningsmetoder är utformade med tanke på att så många som möjligt ska bli mycket nöjda med utfallet av valet. Acceptröstning, däremot, ger utslag som så få väljare som möjligt är riktigt missnöjda med. Kritiker av metoden menar att detta torde leda till att urvattnade och kraftlösa förslag vinner, medan anhängare av den ser det som en styrka att inte välja förslag som relativt många är kraftigt emot. De få försök som genomförts ger inte stöd till kritiken.
Metoden lanserades 1968 och 1977 av Guy Ottewell. Termen approval voting myntades 1976 av  Robert J. Weber. Systemet var färdigutvecklat 1977, och publicerade 1978 av Steven Brams, forskare inom statsvetenskap, och matematikern Peter Fishburn. System som liknar acceptröstning användes dock redan under 1200-talet i Republiken Venedig, samt i 1800-talets England. Förenta Nationerna väljer sin generalsekreterare med en metod som liknar approval voting. I större politiska sammanhang är metoden tämligen oprövad, men den har diskuterats som en möjlig metod vid presidentval i Finland och har även varit nära att bli inskriven i den amerikanska delstaten North Carolinas författning.